# 埃米尔·让森斯
埃米尔·罗贝尔·阿方斯·伊波利特·让森斯（法語：Émile Robert Alphonse Hippolyte Janssens，1902年6月15日—1989年12月4日），比利时军官、刚果殖民地官员。1960年刚果危机爆发，拒绝将刚果独立视作司令性质转变的标志，并在黑板上写下“独立前=独立后”的总结要点。